# Alekszandr Aronovics Pecserszkij
Alekszandr Pecserszkij, teljes nevén Alekszandr Aronovics Pecserszkij (Kremencsuk, Poltavai kormányzóság, Orosz Birodalom, 1991-től Ukrajna, 1909. február 22. – Rosztov-na-Donu, Oroszországi Szovjet Szövetségi Szocialista Köztársaság, Szovjetunió, 1990. január 19.) a Vöröshadsereg tartalékos zsidó származású tisztje volt a második világháború idején. A németek elfogták, előbb hadifogolytáborokban volt, majd egy munkatáborban, végül a sobibóri megsemmisítő táborban. Más foglyokkal együtt megszervezte, majd ő vezette az ottani 1943. október 14-i felkelést és tömeges szökést. A szökés után Pecserszkij partizán osztagban harcolt, majd a Vöröshadseregben folytatta a harcot, amíg súlyosan megsebesült és leszerelték. Sobibóri tettét csak sokkal a halála után ismerték el hivatalosan.

## Élete

### A háború előtt
Alekszandr Pecserszkij apja egy ügyvédi irodában volt alkalmazott, anyja pedig háziasszony. Volt egy fiú- és két lánytestvére. 1915-ben a család Rosztov-na-Donuba költözött. Középiskolai tanulmányait nem fejezte be, de zeneiskolában is tanult zongora osztályban. Dolgozni 1925-ben kezdett könyvelősegédként, majd 1931-1933-ban katonai szolgálatát teljesítette, amelyet őrvezetőinek megfelelő ranggal fejezett be. 1933-ban megnősült, és 1934-ben kislánya született. 1935-ben a rosztovi Pénzügyi és Gazdasági Intézet (később Rosztovi Állami Gazdaságtudományi Egyetem) adminisztrációjában lett alkalmazott. Zene- és színházrajongó volt és az intézet műkedvelő színjátszó csoportját vezette. Kisebb darabokat rendezett, zenét komponált hozzájuk és játszott is bennük.
Pecserszkij nem azonosította magát zsidóként. Nem ismerte a jiddis nyelvet, és felesége doni kozák származású orosz nő volt.

### A háború idején
Már 1941. június 22-én, a Németországgal való háború első napján mozgósították Pecserszkijt. A zászlóalja, majd az ezrede törzsében szolgált, valószínűleg írnokként, de a harcokban is részt vett. Szeptemberben az akkor „másodfokú műszaki-intendáns”-nak nevezett rangot kapta, amely később a hadnagyival lett megfelelő.

#### Pecserszkij mint hadifogoly
Pecserszkij egysége július óta Szmolenszk, majd Vjazma környékén harcolt, ahol bekerítették, de még két hétig folytatta a harcot. Pecserszkijt egy kisebb csoportba osztották be azzal a feladattal, hogy törjenek ki a bekerítésből az ezred súlyosan megsebesült politikai tisztjével, de 1941. október 12-én elfogták őket. A Wehrmacht irányelvei és egy 1941. július 6-án kiadott parancs szerint, melyeket főleg a háború elején alkalmaztak, a németek azonnal lelőtték az elfogott politikai tiszteket és a zsidó katonákat. Később Pecserszkij soha sem mondta el, hogyan szabadult meg ettől. Lev Szimkin jogász, aki kutatásokat végzett és írt róla, azt feltételezi, hogy akkor Pecserszkij eltitkolhatta származását, mivel nem különbözött sem kinézésével, sem idegen akcentus nélkül beszélt orosz nyelvével a többiektől, és ezek közül senki sem árulta be.
Pecserszkijt előbb vjazmai és szmolenszki hadifogolytáborokban tartották. A németek nem alkalmazták a szovjetek esetében a hadifoglyokra vonatkozó nemzetközi egyezményeket, és a fogság körülményei embertelenek voltak. Pecserszkij tífuszban betegedett meg. A felkelni már képtelen betegeket rendszerint lelőtték, de testi adottságainak köszönhetően Pecserszkij képes volt megjelenni a létszámellenőrzéseken és meggyógyult.
1942 májusában Pecserszkij és négy bajtársa megszökött, de még aznap elfogták őket. Szerencséjükre nem lőtték le, hanem egy büntetőtáborba vitték őket Boriszovba. Onnan augusztus 10-én Minszkbe kerültek, ahol orvosi vizsgálatnak vetették őket alá. Ekkor tudódott ki, hogy Pecserszkij zsidó, mivel körül volt metélve, akárcsak még nyolc fogoly.

#### Pecserszkij mint zsidó fogoly
A kilenc zsidó katonát egy teljesen sötét pincébe zárták, ahol tíz deka kenyeret és egy csésze vizet kaptak naponta. Azt gondolták, hogy meg fogják őket ölni, de tíz nap után kihozták és nem ölték meg őket, mert szükségük volt munkaerőre. A városban létező munkatáborba vitték őket, amelyet az SS tartott fenn. A foglyok többsége zsidó polgári lakosokból állt, beleértve nőket és gyerekeket, valamint egyes nem zsidókból, akiket különféle okokból tartottak fogva. Felvételekor Pecserszkij azt hazudta, hogy asztalos. Az SS-ek által nem igényelt foglalkozásúakat, akik nagyon alultápláltak is voltak, látástól vakulásig tartó kimerítő munkákra használták. A foglyok a személyzet kegyetlenkedéseinek voltak kitéve. Tagjai mindenféle okokból és ürügyekkel öltek meg foglyokat. Pecserszkij szökésre gondolt és nem is titkolta el szándékát társai előtt. A táborban volt egy földalatti szervezet, amely a környékbeli partizánokkal volt kapcsolatban. Pecserszkij munkacsapatának a fogoly kápója, barakkjának a fogoly főnöke és a tábor adminisztrációjának fogoly gépírónője tagjai voltak a szervezetnek és foglyokat juttattak ki a táborból úgy, hogy halottaknak nyilvánították őket. Miután megbizonyosodott róla, hogy megbízhat Pecserszkijben, a kápó feltárta előtte titkos tevékenységét, megmondta neki, hogy ne beszéljen a szándékáról és ne próbáljon megszökni. Megígérte neki, hogy őt is ki fogják juttatni, hogy csatlakozhasson a partizánokhoz. Ez nem történt meg, mert később a Gestapo elvitte a kápót.
Több mint egy év után, amióta Pecserszkij Minszkbe került, 1943. szeptember 18-án a táborban fogva tartott zsidókat, kb. 2000-et, köztük Pecserszkijt és más volt hadifoglyokat kivitték a pályaudvarra és 70-en–80-an bezsúfolták őket egy-egy tehervagonba. 30 deka kenyeret kaptak, és annyi vizet és más élelmet vittek még magukkal, amennyit valahogy be tudtak szerezni. Szállításuk négy napig tartott anélkül, hogy egyszer is kinyitották volna a vagonokat, kaptak volna élelmet és vizet, kivihették volna az ürüléküket.

##### Sobibórban
A vonat szeptember 22-én érkezett a sobibóri táborba. Akkor kaptak vizet és újra bezárták őket a vagonokba éjszakára. Másnap leparancsolták őket a vágány melletti platformra és előbb kiválasztották azokat, akik ácsoknak és asztalosoknak mondták magukat, köztük Pecserszkijt is. Aztán kiválasztották a iparosokként, például szabókként jelentkezőket, és 80-as létszámig a fizikai munkára legalkalmasabb férfiakat. Az összes többit elgázosították.
A tábort erdő vette körül. Eleinte Pecserszkijt egy fákat kivágó csapatba sorolták be a tábor egy új részlegébe, ahol barakkokat építettek.

###### A felkelés
A táborban már volt egy földalatti bizottság, amely néhány munkára használt fogolyból állt. Ezek szökési terveket vitattak meg, mivel arra a következtetésre jutottak, hogy mivel megsemmisítő táborról volt szó, végül mindnyájukat meg fogják ölni, de szeptember vége feléig nem sikerült elhatározniuk, hogyan járjanak el. A tagbaszakadt, két méter magas Pecserszkij jó benyomást tett rájuk kinézésével, tiszti mivoltával, méltó viselkedésével az SS-ek előtt és tekintélyével a szovjet bajtársai szemében. Ezért bevonták a szökés előkészítésébe és őt bízták meg a vezetésével.
A bizottság kihasználta azt, hogy abban a táborban a nők és a férfiak összejöhettek este a munkaprogram után és vasárnaponként, a felére csökkentett munkaprogram után. Szerelmi kapcsolatok is jöttek létre a táborban. Gondoltak arra, hogy az SS-eknek eszükbe juthat, hogy a szovjetek meg fognak akarni szökni, ezért, elterelendő esetleges gyanújukat a terveikről, megismertették Pecserszkijt a Németországból származó Gertrude Poppert-tel, akit ő Lukának nevezett el, és aki álcájának volt hivatott lenni, mivel a bizottság összejöveteleit a nők barakkjában tartották. Ők ketten minden este együtt mutatkoztak a barakkokon kívül, mint egy szerelmespár. Nehezen értették meg egymást, mivel Pecserszkij csak nagyon keveset tudott németül, de összebarátkoztak. Pecserszkij háború utáni elmondása szerint csak barátok voltak.
A körülményeknek köszönhetően az összeesküvők elég alkalommal tudtak összeülni, hogy részletesen megbeszéljék lehetőségeiket, a különféle szökési tervjavaslatokat és a végül elhatározott tervet. Arra jutottak, hogy az egyedüli elfogadható megoldás minél több SS megölése és azok tömeges szökése, akik ezt akarják és meg tudják tenni. Kényes kérdés volt az, hogy elegendő foglyot kellett bevonniuk a készületekbe anélkül, hogy árulás lehetőségét keltsék, és ugyanabból az okból a szökést csak akkor jelenthették be az összes fogolynak, amikor majd összegyűlnek létszámellenőrzésre. Azt is tudták az összeesküvők, hogy sokan meg fognak halni szökés közben és sokan azután is, és hogy valószínűleg az SS-ek meg fognak ölni szökni nem akaró foglyokat is. Mégis elfogadhatóbbnak tartották, hogy legalább egy részüknek legyen esélye életben maradni, mintsem hogy mindet megöljék, ha nem szöknek meg.
Hogy megöljék az SS-eket, ezek azon szokására számítottak, hogy tárgyakat szereztek be az újonnan behozott deportáltak holmijai közül, amelyeket ezek szortírozására használt foglyokon keresztül kaptak meg, és arra, hogy különféle holmik elkészítését rendelték meg maguknak iparos foglyoktól. Az SS-eket titokban kellett megölni műhelyekben, szortírozó barakkokban, a garázsban, irodában.
A felkelés 1943. október 14-én 16 órakor kezdődött, egy órával a délutáni létszámellenőrzés előtt. Pecserszkij az asztalosműhelyben tartózkodott, ahol a többiek jelentéseit kapta, döntéseket hozott és parancsokat adott ki. A jelentéseket és a parancsokat küldöncök szerepét betöltő kamaszok közvetítették.
A létszámellenőrzésig tíz SS-t öltek meg baltával, kalapáccsal vagy késsel, amelyek végzendő munkájuknak köszönhetően álltak rendelkezésükre. Pisztolyaikat a szovjetek vették magukhoz. Az egyik felkelőnek sikerült három puskát és lőszert lopnia.
A felkelők nem tudták végigkövetni tervüket a létszámellenőrzésig. Elhangzott az erre való gyülekezés jele, és amikor az összes fogoly összegyűlt, Pecserszkij azt kiáltotta, hogy mind szökjenek meg. Az ezt akarók a kapu felé rohantak és két olyan helyre, ahol a kerítésen át akartak kijutni. Az életben maradt SS-ek és az őrök lőttek rájuk, hogy megakadályozzák a szökésüket. A fegyvert birtokló foglyok is lőttek. Egyes szökevényeket golyó ölt meg, másokat a kerítésen túlra telepített aknák robbanása.
Marek Bem lengyel történész kutatásai eredménye szerint a felkelés időpontjában kb. 500 fogoly volt a táborban. 275-nek sikerült megszöknie és 41-et megöltek golyók vagy aknák. Nem akart vagy nem tudott kijutni 184. Végül tizenkét SS-t, az őrök egyik altisztjét és egy őrt öltek meg, és egy SS-t súlyosan megsebesítettek. Életben maradt az aznap szolgálatban levő öt vagy hat SS és a többi őr.
A felkelés napján és másnap a tábor személyzete és több katonai egységből odajött csoport az összes bennmaradt foglyot lelőtte. Ugyanakkor beindult a szökevények felkutatása. Marek Bem szerint végül 186 szökevényt megöltek, 32-ről nem tudni, mi lett a sorsuk, és 57 túlélte a háborút.

### Pecserszkij a szökés után
A szökevényeknek csak nagyon homályos terveik lehettek a szökés utánra. Magukra voltak utalva, csak arra a szerencsére számíthattak, hogy olyan emberekre találnak, akik megsegítik őket rejtekhellyel és élelemmel. Pecserszkij és nyolc bajtársa kelet felé indult, hogy a Fehéroroszországban harcoló szovjet partizánokhoz jussanak. Öt nappalon és éjszakán át mentek és aludtak, lehetőleg erdőben bujkálva. A hatodik este befogadta őket elszigetelt házába egy parasztcsalád, akik kenyeret adtak nekik és elmondták, merre kelhetnek át a Nyugati-Bug folyón. Éjszaka átkeltek rajta, mentek még három napon át az erdőben és október 22-én partizánokra találtak. Néhány nap múlva ezek azt mondták nekik, hogy nem fogadnak be zsidókat, elvették a fegyvereiket és szélnek eresztették őket. Azután Pecserszkij csoportjának tagjait befogadták más partizánosztagok.
Osztagjában Pecserszkij diverzánscsoport tagja lett, amely német vonatokat robbantott fel. Ott harcolt 1944 végéig, amikor odaért a Vöröshadsereg és magába olvasztotta az osztagot.
Pecserszkijt tisztekből álló tartalékezredbe küldték. Be akart számolni az általa átéltekről és 1944 júniusában megírta egy füzetben emlékeinek első változatát „A sobibóri tábor titka” címmel.
Még 1941 augusztusában Sztálin aláírt egy parancsot, amely értelmében a magukat megadó szovjet katonák, akkor is, ha be lettek kerítve, katonaszökevényeknek tekintendők, és azonnal agyon kell őket lőni. Azokra a fogoly katonákra, akik visszajutottak a hadsereghez vagy ez kiszabadította őket a fogságból, az a rendelet volt érvényes, melyet 1941 decemberében adott ki az Állami Védelmi Bizottság. E szerint a kémelhárító szervek vizsgálták ki a fogságba ejtésük és fogságuk körülményeit. A volt foglyoknak különféle sorsok jutottak. Egyeseket visszaküldtek az egységeikhez, mint Pecserszkij néhány társát, mások büntető harci egységekbe kerültek, megint másokat munkatáborba való fogságra ítéltek.
Pecserszkij más kategóriába került. Az NKVD 174-es számú különleges táborában vizsgálták ki, ahol 1944. június 25-től július 10-ig tartózkodott. Annak ellenére, hogy bizonyítottan partizán volt, egy tisztekből álló különleges csoportba sorolták, akiket bűnösöknek tartottak, amiért foglyok voltak. Őket a „15. különleges lövész rohamzászlóalj”-nak nevezett egységbe küldték. Ilyen egységeket a Védelmi Népbiztosság 1943. augusztus 1-i parancsa értelmében hoztak létre úgymond azért, hogy „meglegyen a lehetősége a parancsnoki testület azon tagjainak, akik hosszú ideig voltak elfoglalt területen és nem vettek részt partizánosztagokban, hogy fegyverrel a kézben bizonyítsák be a Haza iránti elkötelezettségüket”. Ezeket az egységeket, akárcsak a büntető egységeket a front legveszélyesebb szakaszaiban vetették be, és a tiszteknek sorkatonákként két hónapig kellett ott szolgálniuk. Pecserszkij 1944. augusztus 20-án súlyosan megsebesült Bauska lettországi város környékén mint géppisztolyos. A zászlóaljtól bizonyítványt kapott, miszerint „vérrel váltotta ki a Haza iránti bűnét”.

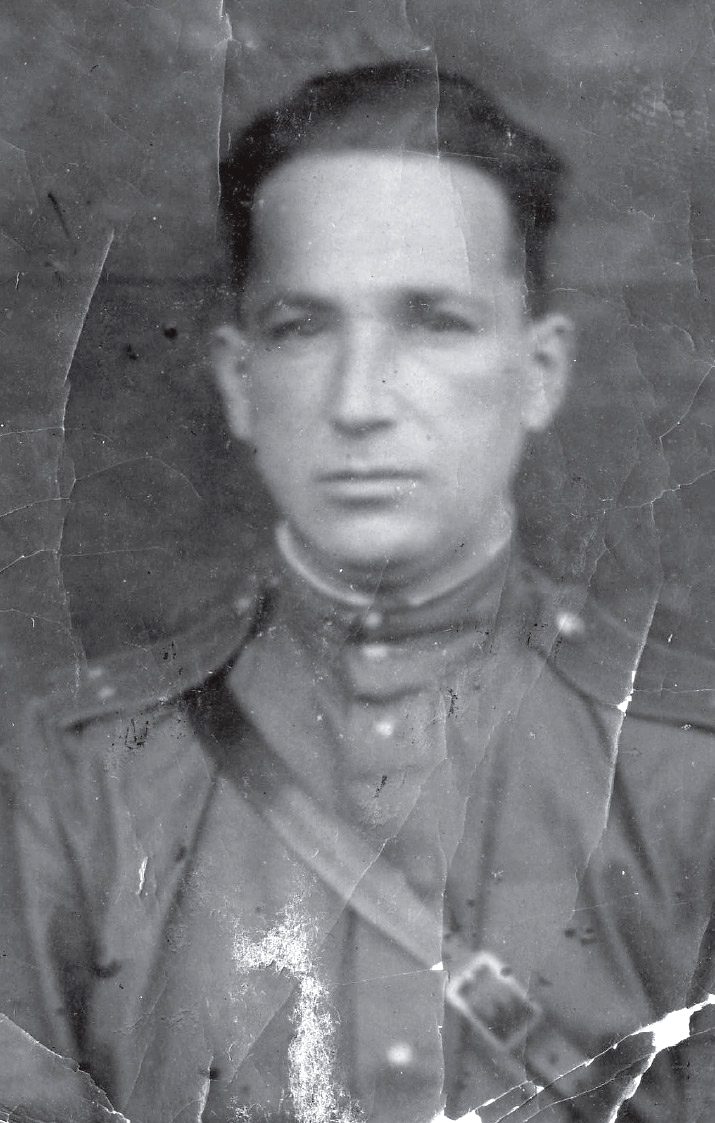
Alekszandr Pecserszkij hadnagy 1944-ben

Pecserszkij sokáig volt orvosi intézményekben, előbb egy kolomnai kórházban, ahol megismerkedett az ottani adminisztrációban alkalmazott jövőbeli második feleségével. Cikket írt tapasztalatairól a kórház kézzel írott folyóiratába. Szintén beszámolt a sobibóri felkelésről egy, a Szovjetunió kormánya titkárához intézett levélben, és jelentést is írt róla a nácik és bűntársaik által elkövetett bűncselekményeket kivizsgáló Állami Különleges Bizottság elnökének. Ezekre nem kapott választ.
Az első nyomtatásban megjelent a sobibóri felkelésről és vezetőjéről szóló írás nem Pecserszkijtől származik. Ez egy 1944. augusztus 16-án és 19-én a Szokol Rogyini újságban megjelent cikk „A sobibóri halálgyár” címmel, amelyet 1944. szeptember 2-i számukban az 1. Belarusz Front Krasznaja Armija lapja és a moszkvai Komszomolszkaja Pravda közölt újra. Az itteni Sobibórról, a felkelésről és Pecserszkijről szóló információkat Lengyelországban közölte az újságírókkal három utólag azonosított szökevény. Csak Pecserszkij személynevének becéző változatát ismerték és azon tűnődtek, hogy él-e még Szasko. A kórházban fekvő Pecserszkijhez jutott a Komszomolszkaja Pravda száma, és ő válaszolt a cikkre egy 1945. január 31-én ugyanabban a lapban megjelenő „A sobibóri haláltábori felkelés” című szövegben.
1945 tavaszán megjelent Rosztovban Pecserszkij Восстание в Собибуровском лагере (Felkelés a sobibóri táborban) című 65 oldalas könyve. Ezt jiddisre is lefordították 1946-ban.
1945 áprilisában Pavel Antokolszkij és Venyiamin Kaverin írók Pecserszkij 1944. júniusában írt kézirata alapján cikket jelentettek meg „A sobibóri felkelés” címmel a Znamja folyóiratban. Ezt Ilja Ehrenburg és Vaszilij Grosszman írók szerkesztőkként beiktatták egy Fekete könyv című kötetbe. Ennek részletei megjelentek 1946-ban fordításokban a Szovjetunión kívül, és ebben az országban is meg kellett volna jelennie a könyvnek 1947-ben, de betiltották, mivel a zsidók holokausztjáról szólt, azonban a hivatalos állásfoglalás az volt, hogy az ellenük elkövetett náci bűncselekményeket nem szabad megkülönböztetni a nem zsidók ellen elkövetettektől. Már Pecserszkij könyvében teljesen hiányzott a „zsidók” szó, bár Sobibórban csak zsidókat semmisítettek meg azért, mert zsidók voltak, és a szökevények is mind zsidók voltak. A „zsidók” szó csak a jiddis nyelvű kiadásban jelent meg. Mindez előjele volt az 1948-tól 1953-ig, Sztálin haláláig tartó ún. „gyökértelen kozmopoliták” ellen folyó kampánynak, ami sok zsidót érintett.

### A háború után
Pecserszkij 1945 szeptemberében tért vissza Rosztovba. Elvált első feleségétől és megházasodott a kórházban megismert nővel. Előbb ugyanabban az intézetben dolgozott, mint a háború előtt, az adminisztrációs részleg aligazgatójaként. Az ottani színjátszó csoportot is felélesztette. Azután a Zenés Vígjátékszínház adminisztrációjának alkalmazottja lett.

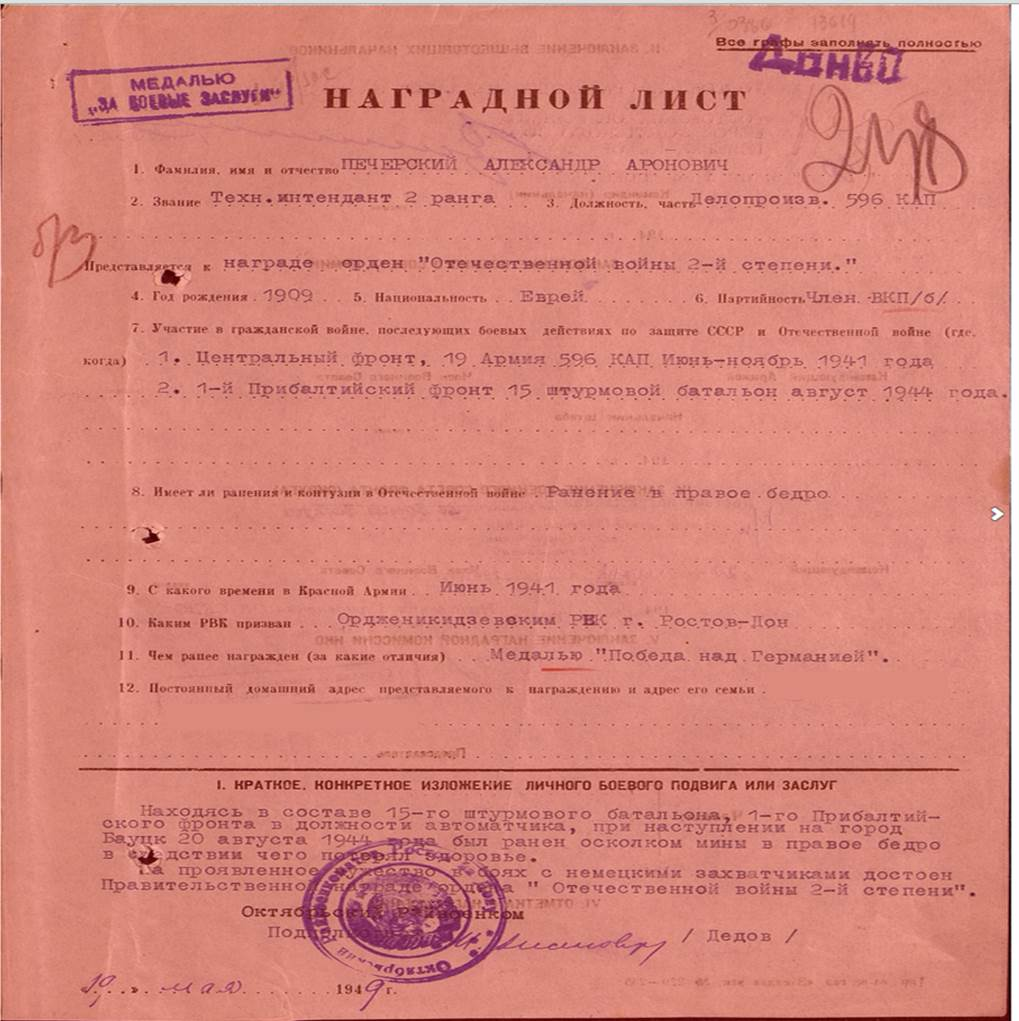
Annak a dokumentumnak az előlapja, amelyben Pecserszkijt a Honvédő háború érdemrendjére terjesztik fel

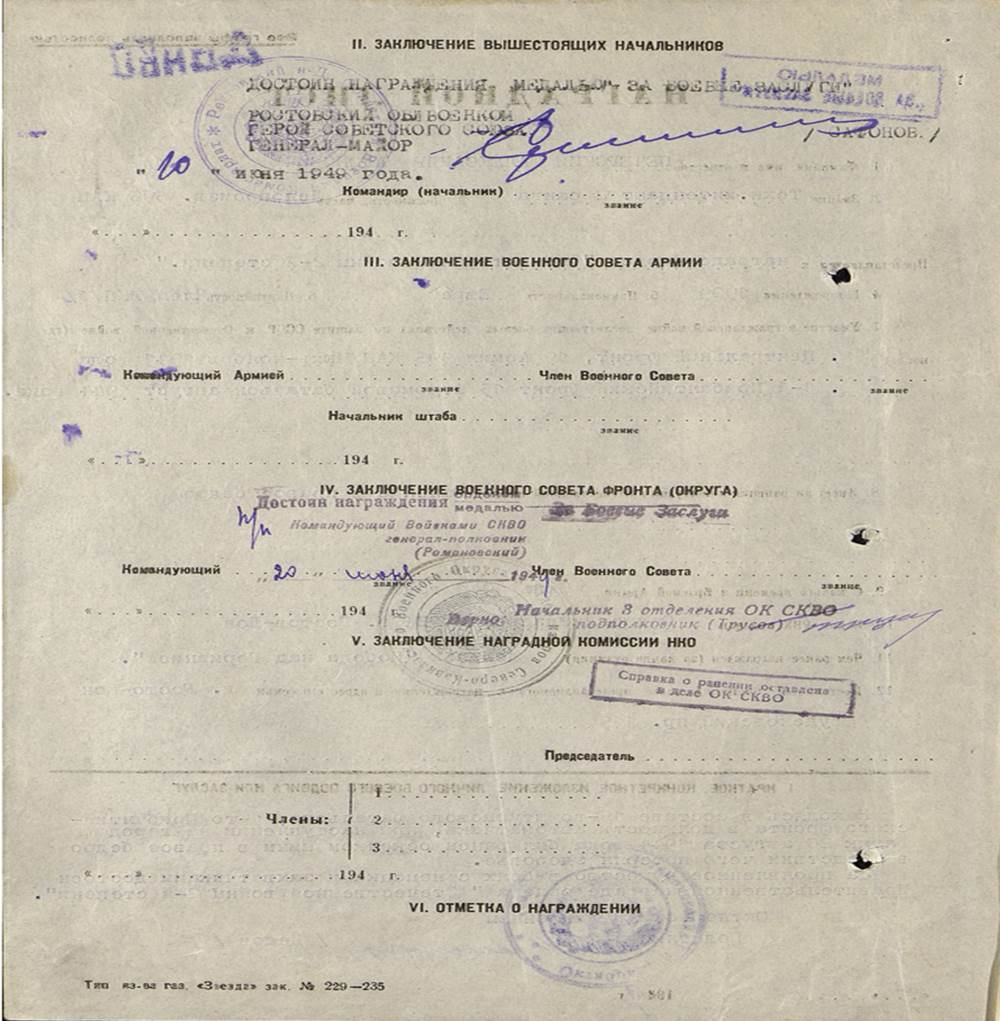
Ugyanannak a dokumentumnak a hátlapja, a Harci érdemekért érdemérem odaítélésének jóváhagyásával

A háború után Pecserszkij is megkapta, mint az összes volt fronton harcoló katona Az 1941–1945-ös Nagy Honvédő Háborúban Németország Fölött Aratott Győzelemért érdemérmet. 1947-ben felvették a Kommunista Pártba. 1949-ben egy alsóbb rendű katonai szerv felterjesztette a Honvédő háború érdemrendjének második fokozatára, de ennek felettes szerve csak a Harci érdemekért érdemérem odaítélését hagyta jóvá, amit 1951-ben adtak át neki. Mégis sem ő, sem újságírók, sem írók nem szólhattak már a holokausztról, a sobibóri felkelésről és Pecserszkij benne vállalt szerepéről.
1952-ben Pecserszkijt perbe fogták szerinte és családja szerint megalapozatlan váddal, amit ők a „gyökértelen kozmopoliták” elleni kampánnyal hoztak kapcsolatba. Azzal vádolták, hogy a színháznál a jegyek árusításából származó pénzt tulajdonított el. Annyival büntették, hogy kizárták a pártból, elbocsátották a színháztól és megtiltották, hogy pénzügyi felelősséggel járó munkát vállalhasson. 1953-ig a család csak felesége szerény fizetéséből élt.
1953-ban Pecserszkij állást kapott munkásként egy kovács- és gépészeti szövetkezetben. 1956-ban képkereteket készítő szövetkezetben volt munkás, majd egy gépgyárban, ahol nyugdíjaztatásáig dolgozott. Visszavételét kérte a pártba és rehabilitálását a jogi szervektől, de eredménytelenül.
1961-ben képviselő lett a rosztovi járás tanácsában.
1962-ben a vád tanúja volt a Kijevben megtartott egyes sobibóri őrök perében.

#### Tette elismerésének kezdete
1956-ban hivatalosan elítélték azt, ahogyan a sztálini időkben bántak a volt hadifoglyokkal. Azután főleg az 1960-as évek elején hivatalosan kezdték támogatni a háborús emlékek népszerűsítését. Újból megjelentek újságcikkek és könyvek, amelyekben megemlékeztek a sobobóri felkelésről és Pecserszkijről. Ő újból beszélhetett nyilvánosan arról, amit átélt újságírókkal, a rádióban, a helyi tévében, könyvtárakban, iskolákban. Ezek egyikében egy úttörőosztag felvette a nevét. Könyve újra megjelent egy újságban. 1964-ben Valentyin Tomin és Alekszandr Szinyelnyikov írók könyvet adtak ki a témában Возвращение нежелательно. Документальная повесть (A visszatérés nem kívánt. Dokumentációs elbeszélés) címmel. Azelőtt Tomin segített Pecserszkijnek megkeresni a Szovjetunióban még élő hat bajtársát. 1963-ban találkoztak újra Rosztovban. Később ötévenként találkoztak ugyanott családjaikkal együtt. Amióta ismerni kezdték az országban, Pecserszkij mindent összegyűjtött, amit talált, és amit elküldtek neki Sobibórról, sok levelet kapott és írt, Szovjetunióbeli és külföldi volt szökevény társaival, újságírokkal, írókkal levelezett.

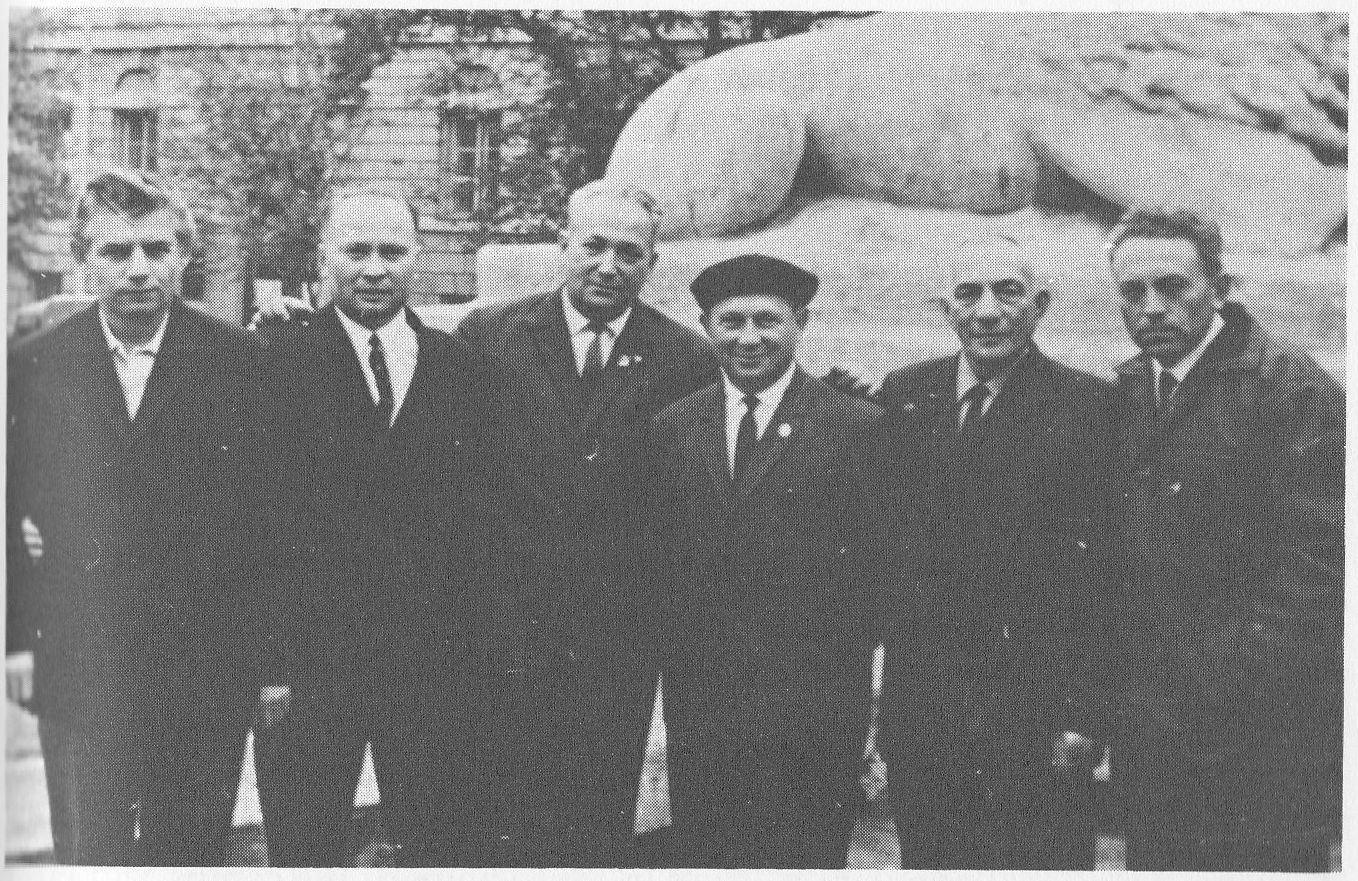
Sobibóri veteránok Rosztovban, a felkelés 25. évfordulóján. Pecserszkij balról a harmadik.

Pecserszkijt nem engedték külföldre utazni. 1964-ben nem mehetett Izraelbe oda kivándorolt volt felkelő társai meghívására, és a Yad Vashemére egy megemlékezés alkalmából. 1965-ben visszautasították kérelmét, amikor meghívták Lengyelországba a felkelésről való első megemlékezésre az egykori tábor helyén. 1973-ban másodszor kérte, hogy kimehessen bajtársaival a felkelés 30-ik évfordulójakor, és akkor is visszautasították.
Érdeklődni kezdtek Pecserszkij iránt Nyugaton azután, hogy 1965–1966-ben perbe fogtak a nyugat-németországi Hagenben tizenkét volt sobibóri SS-t. Stanisław Szmajzner, Brazíliába kivándorolt lengyelországi felkelőtársa 1968-ban írta meg emlékeit.
Richard Rashke amerikai író könyvet készített a sobibóri eseményekről és ezért kétszer ment 1980-ban Moszkvába Pecserszkijjel beszélgetni. Elkísérte Thomas Blatt, egy másik volt szökevény. Ő is végzett kutatásokat és kikérdezte Pecszerszkijt. Rashke könyve 1982-ben jelent meg és alapja volt az 1987-ben bemutatott Szökés Sobiborból című filmnek. Pecszerszkijt meghívták a bemutatóra, de a KGB megakadályozta, hogy kimehessen.

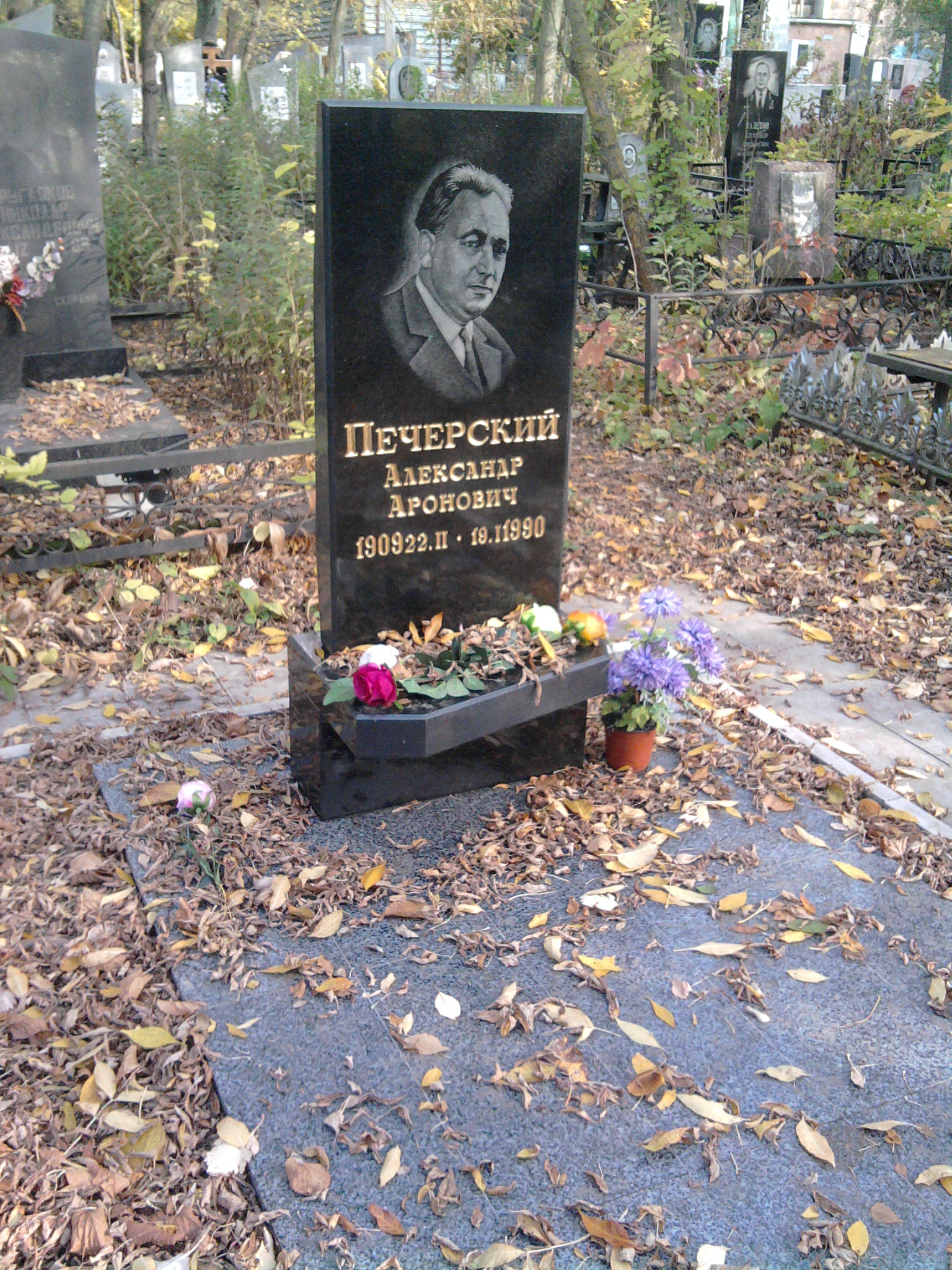
Pecszerszkij sírja

Egy másik náci tábor túlélője, Jules Schelvis hollandiai zsidó történész is kutatott Sobibórról. Kutatásai keretében 1984-ben felkereste Pecserszkijt Rosztovban és videós interjút készített vele. Könyve 1988-ban jelent meg először.
Ugyanabban az évben hageni bírók a Szovjetunióba mentek Pecserszkij és egy bajtársa vallomását felvenni egy volt sobibóri SS perének újratárgyalásához.
1988-ban regény jelent meg Sobibórról és Pecserszkijről a jiddis nyelven író Mihail Lev tollából. Ezt oroszra is lefordították 1989-ben.
Pecserszkij 1990. január 19-én hunyt el Rosztovban.

## Halála után

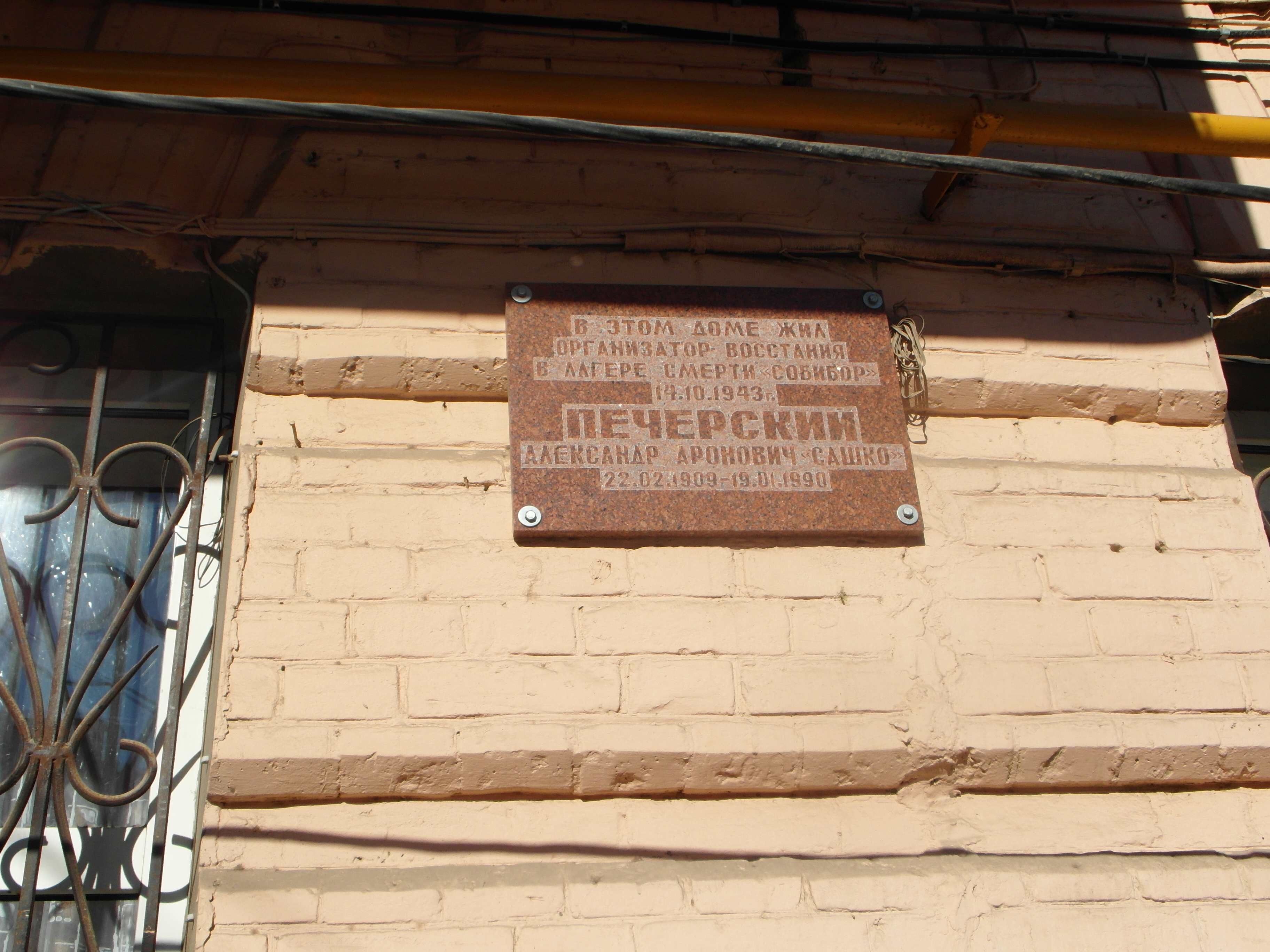
Emléktábla azon a házon, ahol Pecserszkij lakott

A Szovjetunióban, majd Oroszországban sem élete során, sem sokáig halála után nem volt semmiféle hivatalos megemlékezés a sobibóri felkelésről, vagy hivatalos elismerése Pecserszkij tettének. Csupán a 2000-es és a 2010-es években helyeztek emléktáblákat épületekre; utcát neveztek el róla Rosztovban és Moszkvában; csillagot helyeztek el nevével a rosztovi Csillagok sétányán; rosztovi iskolát neveztek el róla és udvarán mellszobrát avatták fel; az Aeroflot légitársaság egyik Boeing 737–800 repülője megkapta a nevét, és egy Moszkva és Rosztov között közlekedő vonatot is róla neveztek el.

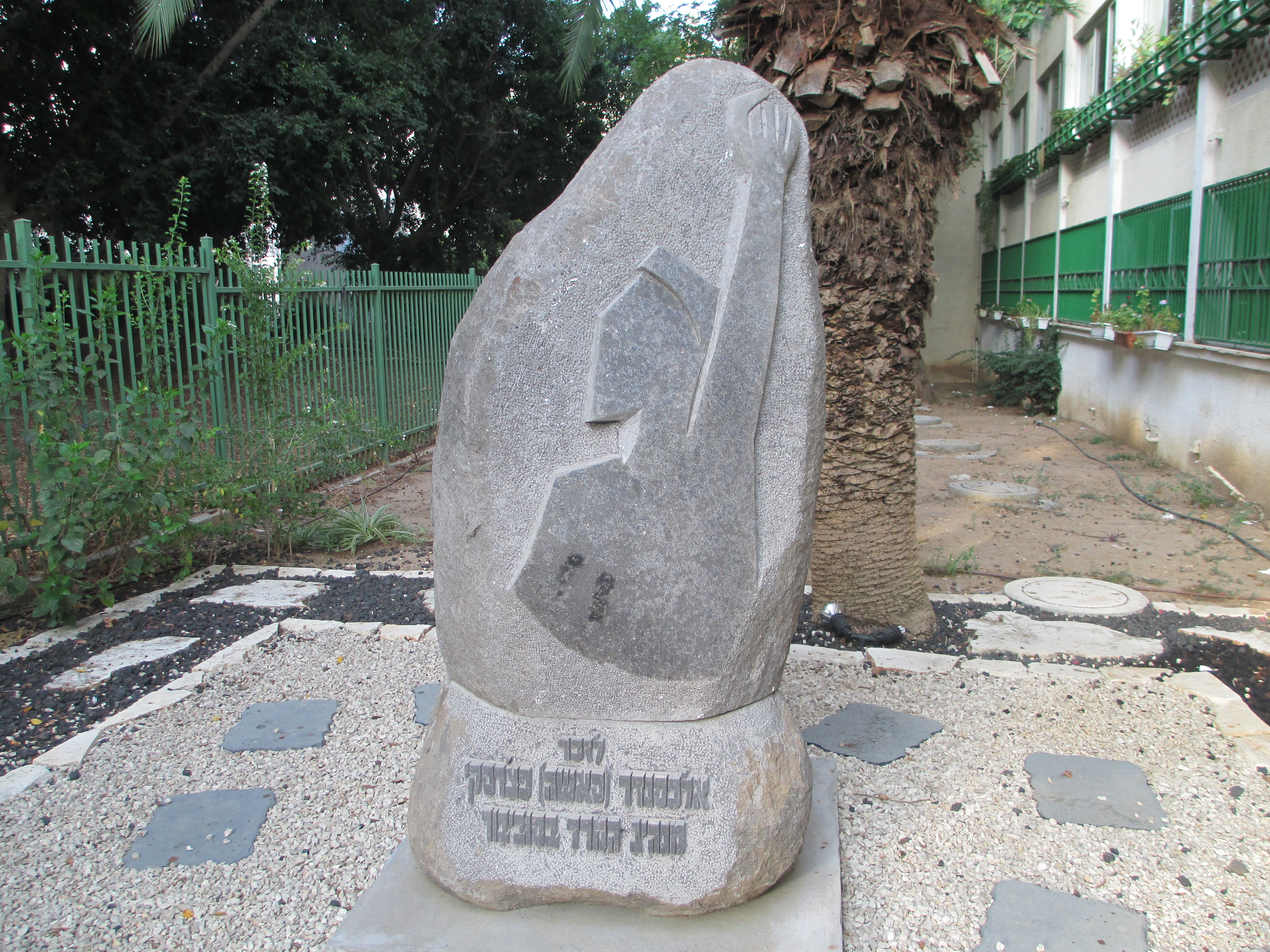
Pecserszkij emlékköve Tel-Avivban

Oroszországon kívül vannak még Alekszandr Pecserszkij-utcák szülővárosában, az ukrajnai Kremencsukban és az izraeli Cfátban. Tel-Avivban emlékkövet állítottak a tiszteletére.
A sobibóri szerepéért Pecserszkij 2013-ban kapott először posztumusz kitüntetést, A Lengyel Köztársaság Érdemrendjének lovagi fokozatát, amelyet lánya vett át. 2016-ban Vlagyimir Putyin átadta Pecserszkij unokájának a Bátorság érdemrendet.

## Filmek
- 1987 – Szökés Sobiborból – Jack Gold brit rendező televíziós művészfilmje, Rutger Hauerrel Pecserszkij szerepében és Joanna Pacułával(wd) Luka szerepében;[85];
- 1990 – Opstand in Sobibor (Felkelés Sobibórban) – szovjet-holland dokumentumfilm;[86]
- 2001 – Sobibór, 14 octobre 1943, 16 heures (Sobibór, 1943. október 14., 16 óra) – Claude Lanzmann dokumentumfilmje;[87]
- 2010 – Sobibor: The Plan, the Revolt, the Escape (Sobibór. A terv, a felkelés, a szökés) – dokumentumfilm;[88]
- 2010 – Арифметика свободы (A szabadság számtana) – orosz dokumentumfilm;[89]
- 2013 – Собибор. Непокорённые (Sobibor. A legyőzetlenek) – orosz dokumentumfilm;[90]
- 2013 – Лейтенант Печерский из Собибора (A sobibóri Pecserszkij hadnagy) – orosz dokumentumfilm;[91]
- 2018 – Собибор (Sobibór) – orosz művészfilm Konsztantyin Habenszkij(wd) rendezésében, aki Pecserszkij szerepét is játsza;[92]
- 2024 – Sobibor – Anatomie eines Vernichtungslagers (Sobibór – egy megsemmisítő tábor anatómiája) – német dokumentumfilm.[93]